# اسپرس تالشی
اسپرس تالشی (نام علمی: Onobrychis hohenackerana) نام یک گونه از سرده اسپرس است.